# Entgen Luijten

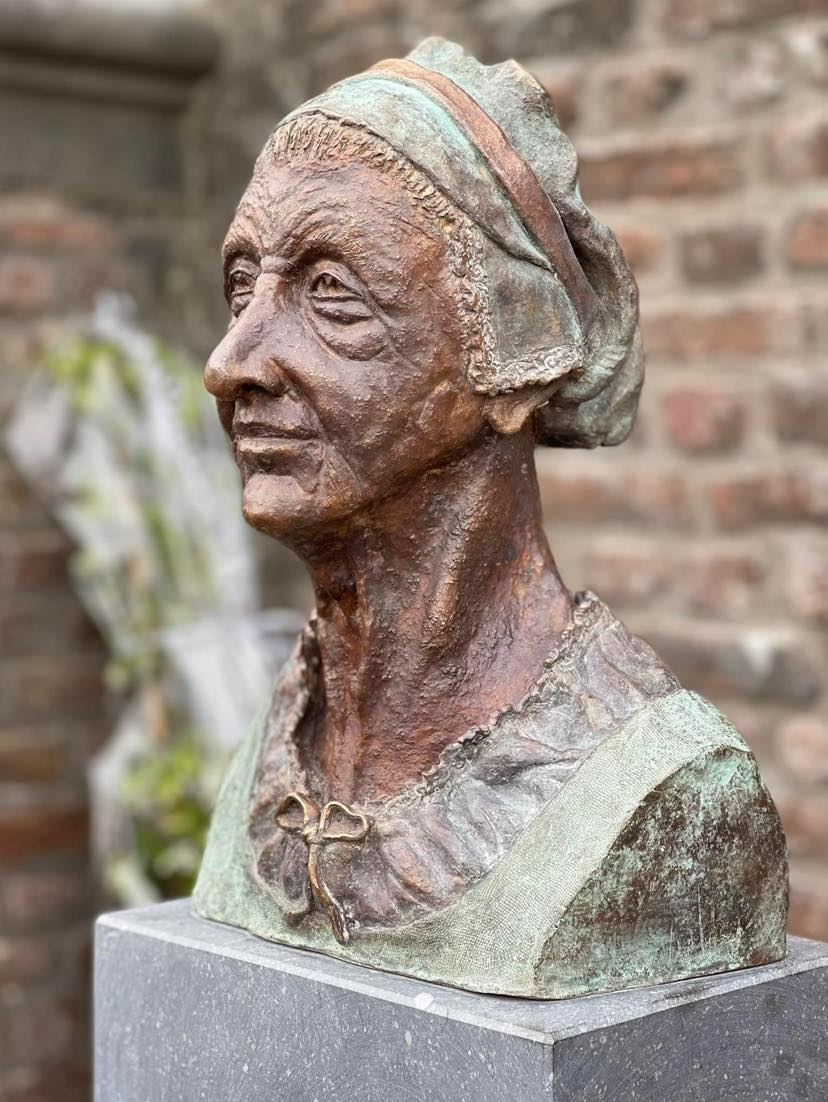
Büste von Entgen Luijten im Hof von Kasteel Limbricht

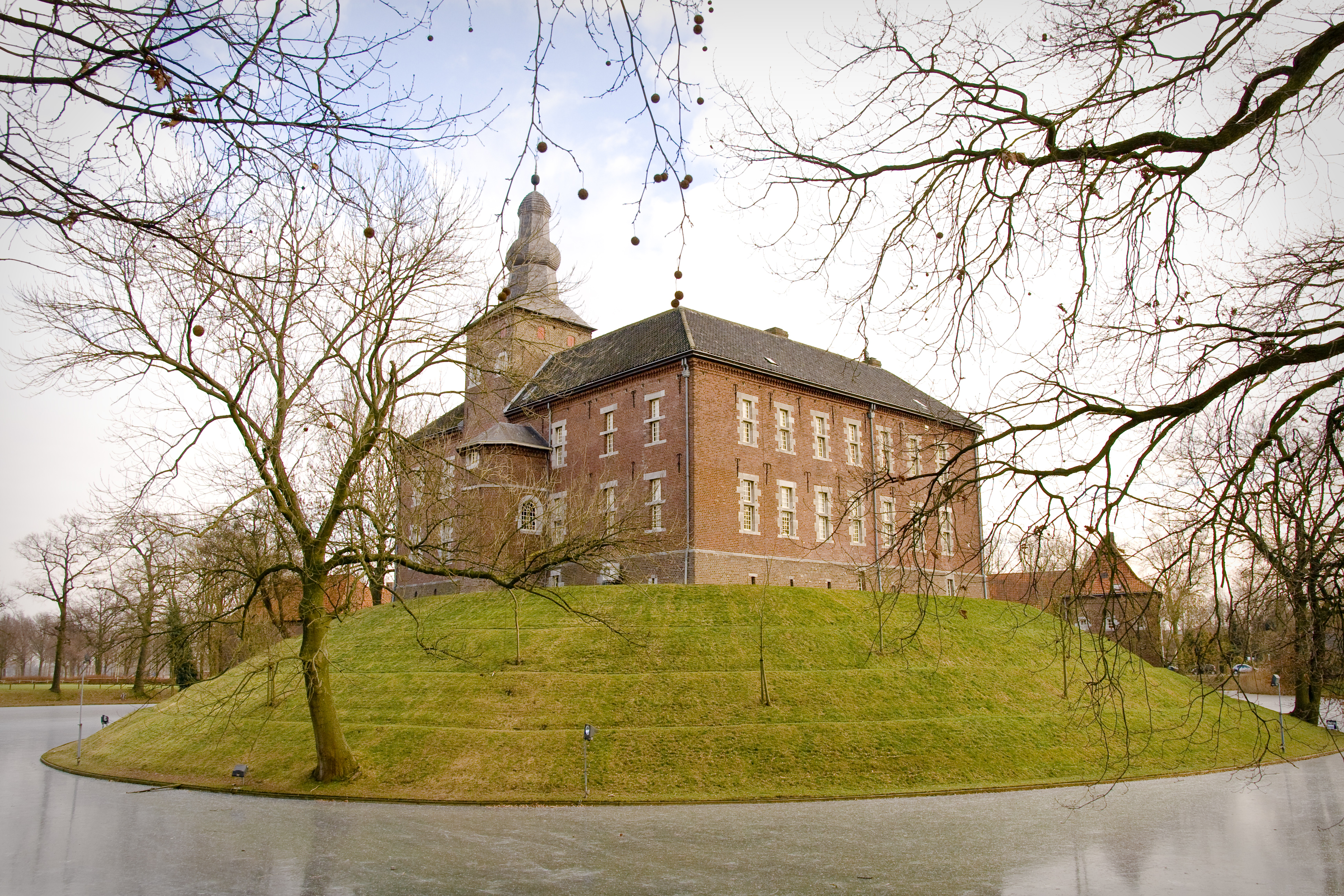
Kasteel Limbricht

Entgen Luijten, auch Luyten (* ca. 1600 in Lutterade; † 9. Oktober 1674 in Limbricht) war die letzte Frau, die auf dem Boden der heutigen Niederlande der Hexerei beschuldigt wurde. Nach monatelangen Verhören unter Folter wurde sie in ihrem Kerker tot aufgefunden.

## Biographie
Das genaue Geburtsdatum von Entgen Luijten ist unbekannt. Sie wurde im Dorf Lutterade, heute ein Ortsteil von Sittard-Geleen, geboren, lebte einige Zeit in Valkenburg, rund 44 Jahre lang in Limbricht und war die Witwe von Jacobus Boven die Erdt. Limbricht gehörte damals zum Herzogtum Jülich, Landesherr war Herman Winand van Breyll.
Im Sommer 1674 wurde Entgen aufgefordert, wegen des Verdachts der Hexerei vor dem Schöffengericht in Limbricht zu erscheinen. Neuere Forschungen ergaben allerdings, dass Entgen sich selbst an das Gericht gewandt hätte, um sich von Gerüchten um ihre Person befreien zu lassen.
Es wurden mehrere Anschuldigungen gegen Entgen Luijten erhoben: Vor Jahren habe sie den Tod von Kastelein Gort (oder: Gorten) van Neusz verursacht, indem sie aus demselben Glas wie Van Neusz trank. Daraufhin sei dieser gestorben. Angebliche Zeugen behaupteten, dass Entgen 1658 ein Mädchen namens Aleth krank gemacht habe: Das Mädchen sei lahm geworden, aber nachdem Entgen Aleth mit Brot und Salz gefüttert habe, sei seine Kraft zurückgekehrt und es habe wieder gehen können. Zudem seien durch die Schuld von Entgen ein Pferd und mehrere Kühe plötzlich gestorben, von denen eine vergiftet gewesen sei. Insgesamt gab es rund 30 Anklagepunkte.
Der Gerichtsdiener Herman Tacken folterte Entgen Luijten auf einer Streckbank, um ein Geständnis von ihr zu erzwingen. Auch der Jurist Nicolaus Helgers unterzog sie mehreren peinlichen Befragungen, ebenfalls der Sheriff und Ratsherren von Limbricht. Die Befragungen unter Folter zogen sich über drei Monate hin. Entgen Luijten war in dieser Zeit im Kerker von Kasteel Limbricht eingesperrt und wies – obwohl inzwischen seelisch wie körperlich gebrochen – weiterhin alle Vorwürfe zurück und beteuerte ihre Unschuld.
Am 9. Oktober 1674 wurde Entgen Luijten tot im Kerker des Schlosses aufgefunden. Um ihren völlig angeschwollenen Hals war ein blaues Leinenband geschlungen. Der Chirurg Jacobi aus Sittard stellte fest, dass Entgen erwürgt worden sei. Nicolaus Helgers notierte jedoch in seinem Bericht an die Schöffen, sie habe Selbstmord begangen, um der Folter zu entgehen und/oder aus Schuldgefühlen. Die Schöffen akzeptierten diese Erklärung. Ein Schinder wurde beauftragt, Entgens Leiche mit einem Pferd wegzuschleppen. Sie wurde in Einighausen in ungeweihter Erde begraben. Sie wurde etwa 74 Jahre alt. Einen Tag nach ihrem Tod befand das Schöffengericht sie der Hexerei schuldig.
In Einighausen wurde 1999 eine Straße nach Entgen Luijten benannt. Im Rahmen der 750-Jahr-Feier der Stadt Sittard im Jahr 1993 wurde das Freilufttheaterspiel De Heks van Limborgh von Herman Veugelers im Hof des Kasteels Limbricht aufgeführt. 2021 veröffentlichte die Autorin Susan Smit den Roman De heks von Limbricht. Die Nachkommen von Entgen Luijten gaben bei der Künstlerin Ankie Vrolings eine Bronzebüste von ihr in Auftrag. Da man nicht weiß, wie Entgen Luyten aussah, orientierte sich die Bildhauerin, selbst ein Mitglied der Familie, an Familienbildern. Am 3. Juni 2022 wurde die Büste auf Kasteel Limbricht enthüllt. Im Juli 2022 fanden erneut Aufführungen im Schlosshof statt.